# كاثي هوبكينز
كاثي هوبكينز (بالإنجليزية: Cathy Hopkins)‏ (23 يناير 1953، مانشستر في المملكة المتحدة)؛ كاتِبة، كاتبة للأطفال وروائية بريطانية.